# Joan Ferrán Bernácer
Joan Ferran Bernácer Aznar (Felanich, Baleares, 16 de noviembre de 1999) es un jugador de baloncesto español, que ocupa la posición de escolta. Actualmente milita en el CB Gran Canaria.

## Biografía
Es un jugador de baloncesto que tuvo sus inicios en la Escuela Joan Capó de Felanich y más tarde, continuaría su formación y destacaría en las categorías inferiores del CB Sant Josep Obrer, para después formar parte del CAI Zaragoza en categoría cadete.
En el verano de 2014 fue seleccionado junto con otros 15 grandes jugadores europeos de su generación para asistir al Adidas Eurocamp, que tuvo lugar en Treviso, Italia. 
En la temporada 2014-15 debuta en Liga EBA con El Olivar (afiliado al CAI Zaragoza) con tan solo 14 años, siendo uno de los jugadores más jóvenes en la historia del baloncesto español en debutar en esta liga. En la temporada 2015-16, disputa 12 partidos con el Simply Olivar de LEB Plata. 
Jugó con la selección española U15 en el Torneo de la Amistad, disputado en Francia; U16 en el torneo de Íscar; U17 en el mundial en Zaragoza, quedando en cuarta posición; y fue convocado con la U19 en 2017. 
Su debut en el baloncesto profesional se produce defendiendo los colores del CAI Zaragoza el 5 de marzo de 2017 frente al Baloncesto Fuenlabrada. En ese mismo año obtuvo un contrato con la Austin Peay State University, donde cursaría sus estudios y jugaría con su equipo universitario de la NCAA, primera división universitaria de Estados Unidos.